# Cirrodes
Cirrodes is een geslacht van vlinders van de familie Uilen (Noctuidae).

## Soorten
- C. magnifica Viette, 1957
- C. phoenicea Hampson, 1910
- C. phoenicia Hampson, 1910
- C. rosaceus Rothschild, 1924